# Wallace Stevens
Wallace Stevens (Reading, Pennsilvània, 2 d'octubre de 1879 - 2 d'agost de 1955) fou un poeta modern americà. Va guanyar el Premi Pulitzer de poesia per Collected Poems el 1955.